# Hemicriptófito

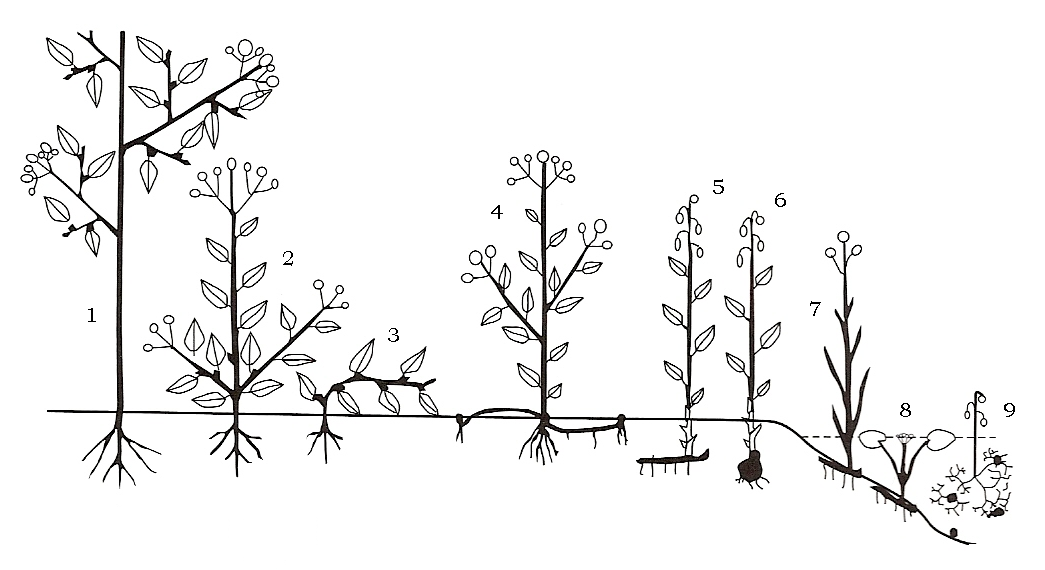
Sistema Raunkiær:
1. Fanerófitos.
2-3. Caméfitas.
4. Hemicriptófitos.
5-9. Criptofitas.
- 5-6. Geófitas.
- 7. Helofitas.
- 8-9. Hidrófitas.
therofitas, aerophytes y epifitas no se muestran

Hemicriptófito es un neologismo creado en 1904 por el botánico danés C. Raunkiaer, que lo acuñó del griego. Literalmente significa "planta medio escondida" hemikryptofyte ( ἡμι, 'mitad', 'semi-', κρυπτός, 'escondido'  y φυτόν, 'vegetal').
Hemicriptófitos, es la denominación que se da a cualquier forma vegetal perenne en que muere anualmente la parte aérea y sus yemas invernantes (de estación seca o desfavorable), se quedan más o menos al ras del nivel de la tierra del suelo, donde a menudo están abrigadas por hojas protectoras o son parcialmente cubiertas por la hojarasca o el humus de la superficie. Una especie hemicriptófita característica es el sauco menor, Sambucus ebulus.
A los vegetales hemicriptófitos, según su porte, se les denomina además: 
- Hemicriptófito cespitoso.
- Hemicriptófito erecto.
- Hemicriptófito rastrero.
- Hemicriptófito rosulado.
- Hemicriptófito trepador.
- Hemicriptófito bianual, estas son especies monocárpicas que viven más de un año sin pasar de dos; durante el primero germina la semilla y la planta se desarrolla para florecer y fructificar en el segundo año.

En el sistema de Raunkiær se denomina como "Hemicriptófito" a las plantas herbáceas vivaces, al menos bienales, cuyas yemas de reemplazo subsisten a ras del suelo de diferentes formas, por ejemplo en forma de rosetón.
Ejemplos
- Escapiformes: Hypericum undulatum, Boerhavia coccinea
- Rosulados: Leontodon carpetanus, Plantago orbignyana
- Cespitosos: Nardus stricta, Astragalus peruvianus
- Rastreros: Potentilla reptans, Lachemilla pinnata
- Escandentes: Vicia sepium
- Suculentos: Neowerdermannia vorweckii, Polyrrhiza lindenii

- Datos: Q2143732